# Suffeudo di Lauria
Il feudo di Lauria è il nome tradizionale di una suddivisione dei possedimenti feudali del casato dei Sanseverino, uno dei più importanti del Regno di Napoli. Ebbe origine con la famiglia Lauria. Dal feudo originario nacque il suffeudo di Lagonegro. 

## Storia
Il primo suffeudo comprendeva l'area del monte Sirino e i territori di Lauria, Orsomarso, Laino, Castelluccio e Trecchina, zone periferiche rispetto agli altri possedimenti dei principi Sanseverino di Salerno. 
Il secondo invece comprendeva Lagonegro e altri centri minori.
Il suffeudo di Lauria, aveva il rango di contea, titolo normalmente attribuito solo ai feudatari cosiddetti in capite con vincolo diretto al re.
Secondo il diritto feudale il termine suffeudo indicava il beneficio di valvassori ("vassi vassorum") dipendenti dai Vassalli. Tale fu la sorte del secondo suffeudo.
Il conte di Lauria ebbe congiunto anche il titolo di duca di Scalea.
La costituzione del suffeudo di Lauria la si deve a Vinceslao Sanseverino, che era il dodicesimo conte di Lauria. Non aveva discendenza diretta maschile ma, con l'atto di donazione del 12 febbraio 1462 di Laino, concesse il suffeudo come dote a sua figlia Luisa che sposò Barnaba Sanseverino, fratello di Roberto, principe di Salerno.Venceslao poteva come feudatario in capite costituire subfeudi, mentre solo il re poteva concedere la contea al di fuori della discendenza maschile. Con il suffeudo i beni passarono alla discendenza femminile aggirando le norme che ne impedivano la successione nei feudi e portavano alla retrocessione al demanio regio ma con la scelta di uno sposo per la figlia all'interno dello stesso casato continuava la tradizione di famiglia. Barnaba, a sua volta, pur essendo cadetto venne a svolgere un ruolo molto importante nel regno di Napoli e fu uno dei capi della congiura dei baroni.
Rimaneva però un vincolo di dipendenza dal titolare del feudo, mantenuto in capo al ramo principale della stessa casata, che comprendeva un territorio assai vasto a cavallo tra la Basilicata e la Calabria e che aveva alcuni diritti anche sui territori del ramo cadetto. Il più tipico di essi era il laudemio che si faceva valere in occasione di una successione nella titolarità del suffeudo. Il nuovo titolare doveva ottenere l'approvazione (in lingua latina, laudes) che comportava il pagamento di un tributo detto appunto, laudemio e che nel linguaggio corrente venne poi ad indicare il complesso del territorio assegnato al valvassore (vassi vassorum). Questo uso ha lasciato traccia in alcuni toponimi locali come il lago di Laudemio e l'omonima riserva naturale, che fanno parte del territorio odierno del comune di Lagonegro.
Il suffeudo principale passò poi alla famiglia Exarques, che aveva titolo baronale e poi agli Ulloa che avevano titolo ducale, finché si arrivò ai tempi napoleonici e all'abolizione dei titoli feudali.